# Mittleres Taubertal
Als Mittleres Taubertal wird ein Teil des Naturraums Tauberland in Baden-Württemberg bezeichnet, in dessen Gebiet sich ein Abschnitt der namengebenden Tauber befindet. Das Mittlere Taubertal ist als naturräumliche Teileinheit Nr. 129.30 der Haupteinheitengruppe Neckar- und Tauber-Gäuplatten eine von vier Untergliederungseinheiten der Einheit Taubergrund (Nr. 129.3) in zweiter Nachkommastelle. Die anderen Untergliederungseinheiten des Taubergrunds sind das Vorbachtal (Nr. 129.31), das Wittigbachtal (Nr. 129.32) und das Taubertal bei Bieberehren (Nr. 129.33).

## Naturräumliche Gliederung
Das Mittlere Taubertal ist folgender Teil des Naturraums Tauberland der Haupteinheitengruppe Neckar- und Tauber-Gäuplatten:
- (zu 12 Neckar- und Tauber-Gäuplatten)
  - 129 Tauberland
    - 129.0 Umpfer-Wachbach-Riedel
      - 129.01 Königheimer Tal

    - 129.1 Südliche Tauberplatten
    - 129.2 Freudenbacher Platte
    - 129.3 Taubergrund
      - 129.30 Mittleres Taubertal
      - 129.31 Vorbachtal
      - 129.32 Wittigbachtal
      - 129.33 Taubertal bei Bieberehren

    - 129.4 Tauberberg
      - 129.40 Unterbalbach-Röttinger Riedel
      - 129.41 Messelhäuser Hochfläche
      - 129.42 Großrinderfelder Fläche
      - 129.43 Werbach-Böttigheimer Tal